# Festuca kurtziana
Festuca kurtziana är en gräsart som beskrevs av St.-yves. Festuca kurtziana ingår i släktet svinglar, och familjen gräs. Inga underarter finns listade i Catalogue of Life.